# Keira Knightley
Keira Knightley   (Teddington, 26 de març de 1985)  és una actriu anglesa de cinema, televisió i teatre que ha passat la major part de la seva vida a Richmond upon Thames. És filla de l'actor de teatre Will Knightley i la dramaturga i ex actriu escocesa Sharman MacDonald. El seu germà, Caleb, treballa en el món de la música. Ha estat nominada als premis Oscar i Globus d'Or com a millor actriu.

## Carrera
De pares relacionats amb el món del cinema, la carrera de Keira començà ben aviat. De ben petita estudià dansa i als sis anys ja apareixia en diversos programes de televisió. Fou ella mateixa qui demanà als seus pares un representant que la introduís al món del cinema i, amb només nou anys, ja feu el salt a la pantalla gran amb A Village Affair (Dues dones) (1994), una pel·lícula britànica de Moira Armstrong. Després de diverses actuacions en el cinema europeu, el 1999 va irrompre a Hollywood per la porta gran. Gràcies a la seva semblança amb Natalie Portman, encarnà a Sabé, la substituta de la Princesa Amidala (Natalie Portman) a la superproducció La guerra de les galàxies Episodi I: L'amenaça fantasma. Després d'aquest debut a Hollywood va anar alternant interpretacions cinematogràfiques amb aparicions en sèries televisives, com Oliver Twist (1999), fins que el 2002 va obtenir el seu primer paper protagonista i d'entitat a Bend It Like Beckham. Finalment, el 2003, va aconseguir la fama amb la seva interpretació d'Elizabeth Swann a Pirates of the Caribbean i les seves seqüeles. Des de llavors, Keira Knightley ha participat en nombroses produccions que l'han portat a ser una de les actrius més sol·licitades del cinema actual.
El 2024 va protagonitzar la sèrie Coloms negres, un thriller ambientat a Londres, on interpreta una espia amb una doble vida.

## Filmografia

### Cinema
| Any  | Pel·lícula                                             | Paper                          | Notes |
| ---- | ------------------------------------------------------ | ------------------------------ | --- |
| 1994 | A Village Affair                                       | Natasha Jordan                 | |
| 1995 | Innocent Lies                                          | Celia jove                     | |
| 1999 | Star Wars Episode I: The Phantom Menace                | Sabé                           | |
| 2001 | Deflation                                              | Jogger                         | |
| 2001 | The Hole                                               | Frances "Frankie" Almond Smith | |
| 2002 | Bend It Like Beckham                                   | Juliette "Jules" Paxton        | |
| 2002 | Thunderpants                                           | Estudiant                      | |
| 2002 | Pure                                                   | Louise                         | |
| 2002 | New Year's Eve                                         | Leah                           | |
| 2002 | The Seasons Alter                                      | Helena                         | |
| 2003 | Gaijin                                                 | Kate                           | Veu |
| 2003 | Pirates of the Caribbean: The Curse of the Black Pearl | Elizabeth Swann                | |
| 2003 | Love Actually                                          | Juliet                         | |
| 2004 | King Arthur                                            | Ginebra                        | |
| 2005 | The Jacket                                             | Jackie Price                   | |
| 2005 | Pride & Prejudice                                      | Elizabeth Bennet               | Nominació − Oscar a la millor actriu Nominació − Globus d'Or a la millor actriu musical o còmica                                                      |
| 2005 | Domino                                                 | Domino Harvey                  | |
| 2006 | Pirates of the Caribbean: Dead Man's Chest             | Elizabeth Swann                | |
| 2007 | Pirates of the Caribbean: At World's End               | Elizabeth Swann                | |
| 2007 | Expiació                                               | Cecilia Tallis                 | Nominació − Globus d'Or a la millor actriu dramàtica Nominació − BAFTA a la millor actriu                                                             |
| 2007 | Seda                                                   | Hélène Joncour                 | |
| 2008 | The Edge of Love                                       | Vera Phillips                  | |
| 2008 | The Duchess                                            | Georgiana                      | |
| 2010 | Never Let Me Go                                        | Ruth                           | |
| 2010 | Last Night                                             | Joanna Reed                    | |
| 2010 | London Boulevard                                       | Charlotte                      | |
| 2011 | A Dangerous Method                                     | Sabina Spielrein               | |
| 2012 | Seeking a Friend for the End of the World              | Penny                          | |
| 2012 | Anna Karènina                                          | Anna Karenina                  | |
| 2013 | Begin Again                                            | Greta                          | |
| 2014 | Jack Ryan:Shadow Recruit                               | Cathy Ryan                     | |
| 2014 | Laggies                                                | Megan                          | |
| 2014 | The Imitation Game                                     | Joan Clarke                    | Nominació − Oscar a la millor actriu secundària Nominació − Globus d'Or a la millor actriu secundària Nominació − BAFTA a la millor actriu secundària |
| 2015 | Everest                                                | Jan Hall                       | |
| 2016 | Collateral Beauty                                      | Amy                            | |
| 2017 | The Aftermath                                          | Rachael Morgan                 | |
| 2017 | Pirates of the Caribbean: Dead Men Tell No Tales       | Elizabeth Swann                | |
| 2019 | The Aftermath                                          | Rachel Morgan                  | |

### Televisió
| Any  | Títol               | Paper         |
| ---- | ------------------- | ------------- |
| 1993 | Royal Celebration   | Nena          |
| 1995 | Treasure Seekers    | Princesa      |
| 1998 | Coming Home         | Judith jove   |
| 1999 | Oliver Twist        | Rose Fleming  |
| 2001 | Princess of Thieves | Gwyn          |
| 2002 | Doctor Zhivago      | Lara Antipova |
| 2011 | Neverland           | Campaneta     |